# A Doua Venire a lui Isus

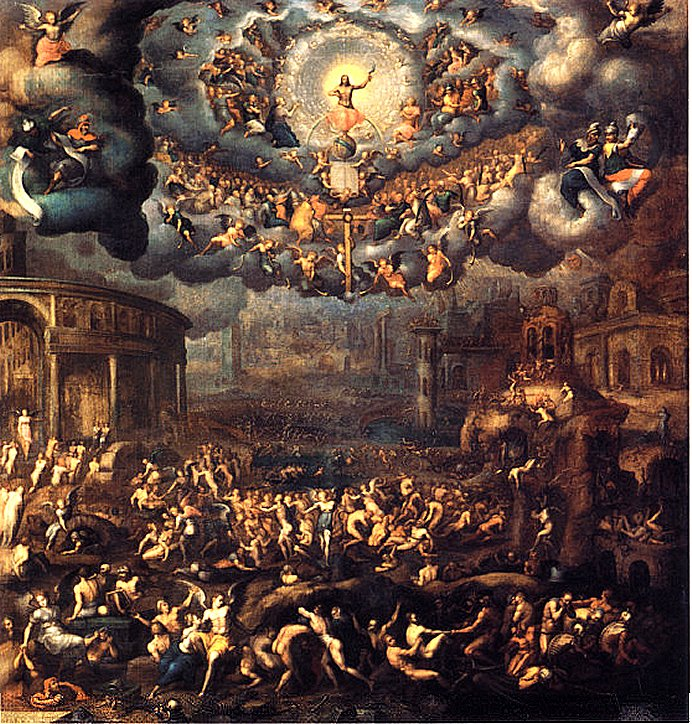
A doua venire a lui Isus Hristos

Parusia (din greacă παρουσία) sau a doua venire a lui Isus Hristos este așteptarea revenirii lui Isus Hristos pe pământ, așteptare comună în escatologia creștină. Această credință se bazează pe profețiile din evangheliile canonice și în special pe escatologiile creștine și islamice. Creștinii, în general, cred că evenimentul anticipat este prezis în profețiile biblice mesianice. Aceste profeții includ învierea generală a morților, judecata finală a celor vii și morți și restabilirea completă a Regatului lui Dumnezeu pe pământ. Părerile despre natura lui Isus (în trup sau spirit) la a doua venire a sa diferă de la o confesiune creștină la alta.

## Terminologii
Noul Testament în limba greacă folosește termenul grecesc parousia (παρουσία; însemnând sosirea, venirea sau prezența) de 24 de ori, din care de 17 ori cu privire la Hristos.

### Semnele întoarcerii lui Isus
În Apostolilor 1:9-11 este descrisă înălțarea lui Isus la cer și se afirmă că întoarcerea sa va fi asemănătoare:
„După ce a spus aceste lucruri, pe când se uitau ei la El, S-a înălțat la cer, și un nor L-a ascuns din ochii lor. Și, cum stăteau ei cu ochii pironiți spre cer, pe când Se suia El, iată că li s-au arătat doi bărbați îmbrăcați în alb și au zis: "Bărbați galileeni, de ce stați și vă uitați spre cer? Acest Isus, care S-a înălțat la cer din mijlocul vostru, va veni în același fel cum L-ați văzut mergând la cer." ”
Alte semne:
- Matei 24:27. Venirea lui Isus va fi instantanee și la nivel mondial: Căci, cum iese fulgerul de la răsărit și se vede până la apus, așa va fi și venirea Fiului omului.
- Matei 24:30. Venirea lui Isus va fi vizibilă tuturor: Atunci se va arăta în cer semnul Fiului omului, toate semințiile pământului se vor boci și vor vedea pe Fiul omului venind pe norii cerului cu putere și cu o mare slavă.
- Matei 24:31. Venirea lui Isus va fi cu [mare] zgomot: El va trimite pe îngerii Săi cu trâmbița răsunătoare, și vor aduna pe aleșii Lui din cele patru vânturi, de la o margine a cerurilor până la cealaltă.
- 1 Tesaloniceni 4:16. Învierea celor neprihăniți va avea loc: Căci însuși Domnul, cu un strigăt, cu glasul unui arhanghel și cu trâmbița lui Dumnezeu, Se va coborî din cer, și întâi vor învia cei morți în Hristos.
- 1 Tesaloniceni 4:17. Într-unul singur eveniment, cei neprihăniți aflați în viață la venirea lui Hristos va fi răpiți toți și se vor întâlni cu Isus în cer: Apoi, noi cei vii, care vom fi rămas, vom fi răpiți toți împreună cu ei în nori, ca să întâmpinăm pe Domnul în văzduh; și astfel vom fi totdeauna cu Domnul.

## Puncte de vedere
Potrivit istoricului Charles Freeman, primii creștini așteptau ca Isus să se întoarcă la o generație după moartea și învierea sa. Faptul că nu a avut loc a doua venire a surprins primele comunități creștine, dar acestea au început să înțeleagă avertismentul lui Hristos de a nu face speculații cu privire la "ziua sau ora."
„Copilași, este ora de pe urmă și acum sunt mulți anticriști (așa cum ați și auzit - că vine anticristul). Prin aceasta știm că este ultima oră.”—1 Ioan 2-18

## Afirmații care susțin că a doua venire a avut deja loc

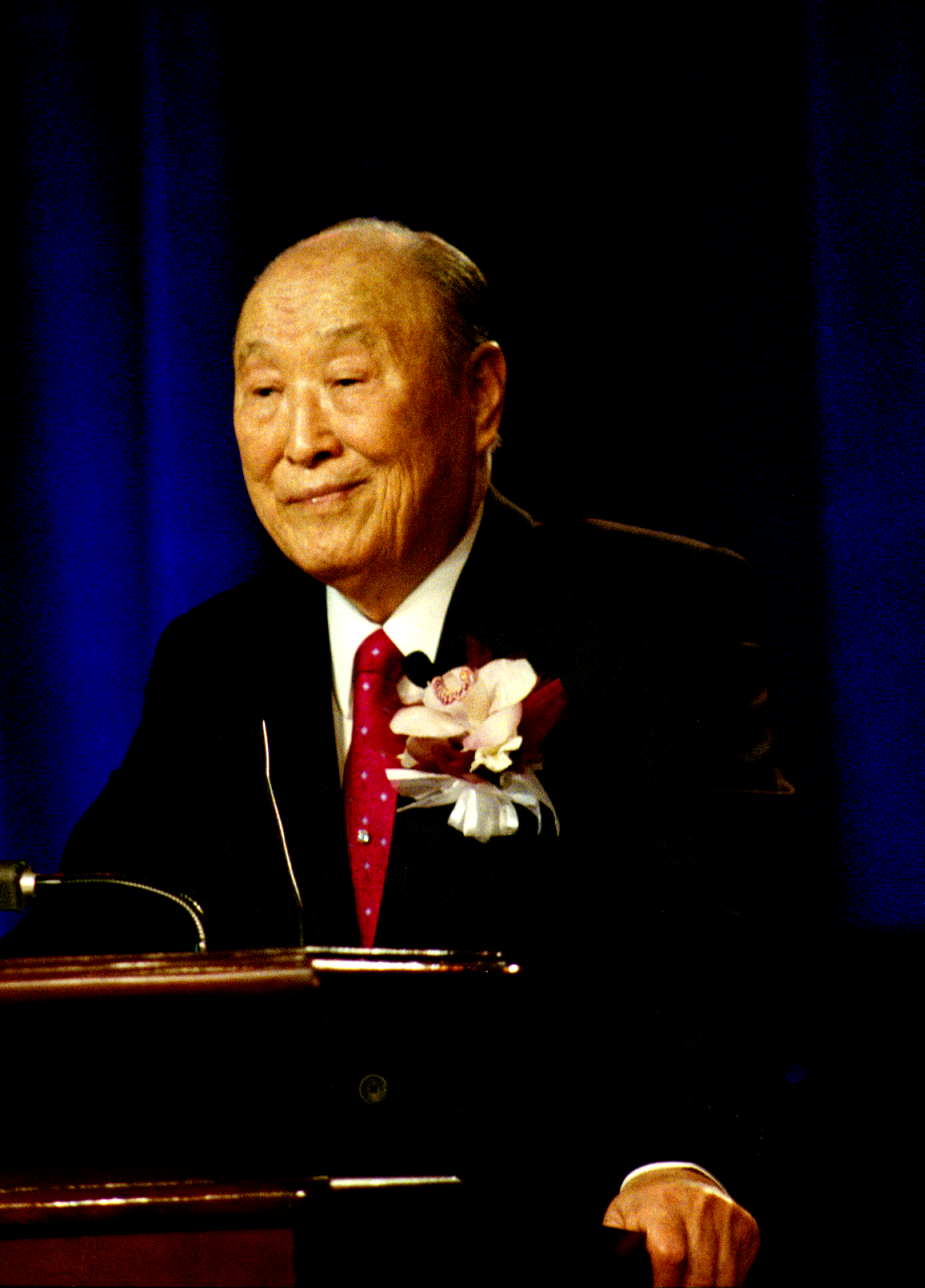
Sun Myung Moon

- Membrii Bisericii Unificării cred că Isus l-a uns pe Sun Myung Moon pentru a îndeplini misiunea celei de a doua veniri.
- Emanuel Swedenborg și adepții religiei suedeze Noua Biserică cred că Isus revine prin dezvăluirea lui însuși într-o manieră spirituală. Ei cred că Judecata de Apoi a fost inițiată la începutul anului 1757 și a fost pe deplin realizată la sfârșitul acelui an. Această Judecată asupra bisericii creștine, care a avut loc în lumea spirituală, a marcat începutul celei de-a doua veniri a lui Cristos
- Bahá'u'lláh, fondatorul religiei Bahá'í a pretins că el este adevăratul Isus revenit pe Pământ
- Mirza Ghulam Ahmad a susținut că el reprezintă încarnarea mesianică în Islam și că rolul lui e să aducă pacea și comuniunea religiilor.
- Adepții lui Benjamin Creme cred că a doua venire va avea loc atunci când  Maitreya își va face publică prezența sa pe Pământ.